# Armadillo sennai
Armadillo sennai är en kräftdjursart som beskrevs av Arcangeli 1927. Armadillo sennai ingår i släktet Armadillo och familjen Armadillidae. Inga underarter finns listade i Catalogue of Life.